# Meunieriella aquilonia
Meunieriella aquilonia är en tvåvingeart som beskrevs av Gagne 1984. Meunieriella aquilonia ingår i släktet Meunieriella och familjen gallmyggor.
Artens utbredningsområde är Pennsylvania. Inga underarter finns listade i Catalogue of Life.